# Маснави
Маснави, или маснави ма'нави (персијски: مثنوی معنوی‎‎, такође се може писати месневи), је обимна песма, написана на персијском језику, коју је написао Џалал ал-Дин (Џелалудин) Мухамад Балки познат и као Руми, прослављени персијски суфијски песник. То је једно од најпознатијих и најутицајнијих дела суфизма. Маснави је серија од шест књига поезије који заједно чине око 25.000 стихова. То је духовни текст који учи суфије како да постигну свој циљ да буду заиста заљубљени у Бога.

## Уопштени опис
Наслов „Маснави-и ма'нави” (персијски: مثنوی معنوی) значи „Духовни куплети“. Маснави је поетска збирка анегдота и прича изведених из Курана, хадиских извора и свакодневних прича. Приче се износе да илуструју поенту и свака поука се детаљно разматра. Укључује различите исламске мудрости, али првенствено се фокусира на наглашавање унутрашње личне интерпретације суфија. Насупрот Румијевом Дивану, Маснави је релативно „трезвен“ текст. Објашњава разне димензије духовног живота и праксе (обреда) суфија ученицима и свима који желе да размишљају о значењу живота.

## Настанак Маснавија
Руми је започео Маснавију током последњих година свог живота. Почео је да диктира прву књигу са 54 године (око 1258. године) и наставио је да ствара стихове до своје смрти 1273. Шеста и последња књига остала је непотпуна.
Документовано је да је Руми по захтеву свог омиљеног ученика „Хусам ал-Дин Чалабија” почео да диктира стихове Маснавија, који је запазио да многи Румијеви следбеници радосно читају дела „Санаија” и „Атара”. Тако је Руми почео да ствара дело у дидактичком стилу Санаија и Атара да би допунио своју песничку вокацију. Забележено је да су се ови редовно састајали на сеансама на којима би Руми стварао стихове, а Чалаби би их записивао и рецитовао му.
Свака књига се састоји од око 4.000 стихова и садржи сопствени прозни увод и пролог. Неки научници сугеришу да би, поред непотпуне шесте књиге, могао постојати седми том.

## Теме и наративни дискурс
Шест књига Маснавија могу се поделити у три групе од по две, јер је сваки пар повезан заједничком темом:
- Књиге 1 и 2: Оне се „првенствено баве нафс-ом, нижим телесним ја-ом и његовом самообманом и злим тенденцијама“.
- Књиге 3 и 4: Ове књиге доносе две основне теме Разума и знања. Ове две теме су персонификоване од стране Румија у библијској и куранској фигури пророка Мојсија.
- Књиге 5 и 6: Ове последње две књиге су привржене универзалном идеалу да човек мора порицати своје физичко, земаљско постојање да би разумео Божије постојање.

Поред поновљених тема представљених у свакој књизи, Руми исказује разне тачке гледишта или позива читаоца да уђе у улогу „маштовитог чаробњака“. Постоји седам главних наратива које Руми користи у свом писању:
1.	Ауторски наратив, преноси ауторитет суфије учитеља и обично се појављује у стиховима који се обраћају вама, Богу или целом човечанству.
2.	Приповедачки наратив, Може да буде прекинут споредним причама које помажу у разјашњавању мисли, понекад заузимајући на стотине редова да би се дошло до поенте.
3.	Аналогијски наратив, прекидање тока нарације како би се објаснила изјава употребом аналогије.
4.	Наратив говора и дијалог ликова кроз је Руми даје приче се приповедају кроз дијалог између ликова.
5.	Морално размишљање, подржан цитатима из Курана и хадиса.
6.	Духовни дискурс, слично аналогним и моралим размишљањима.
7.	Празнина, као наратив кроз који Руми повремено испитује своје стихове и пише да не може више рећи јер читалац не би био у стању да разуме.
Маснави нема уоквирену радњу и укључује разне сцене, промењиви дискурс од популарних прича и сцена локалног базара до басни и прича из времена Румија. Такође укључује цитате из Курана и из хадиса из времена посланика Мухамеда.

## Преводи

### Енглески преводи са персијског
- Mathnawi Rumi, translation with commentary by M. G. Gupta with Rajeev, in six volumes Hardbound edition, M.G. Publishers, Agra, Paperback edition, Huma Books,34 Hirabagh Colony, Agra 282005, India. Source material is the Farsi Dari text circulated by the Department of Culture, Government of India, New Delhi.

- The Mesnevi of Mevlānā Jelālu'd-dīn er-Rūmī. Book first, together with some account of the life and acts of the Author, of his ancestors, and of his descendants, illustrated by a selection of characteristic anedocts, as collected by their historian, Mevlānā Shemsu'd-dīn Ahmed el-Eflākī el-'Arifī, translated and the poetry versified by James W. Redhouse, London: 1881. Contains the translation of the first book only.
- Masnaví-i Ma'naví, the Spiritual Couplets of Mauláná Jalálu'd-din Muhammad balkhi, translated and abridged by E. H. Whinfield, London: 1887; 1989. Abridged version from the complete poem. On-line editions at Sacred Texts and on wikisource.
- The Masnavī by Jalālu'd-din balkhi or Rūmī. Book II, translated for the first time from the Persian into prose, with a Commentary, by C.E. Wilson, London: 1910.
- The Mathnawí of Jalálu'ddín balkhi, edited from the oldest manuscripts available, with critical notes, translation and commentary by Reynold A. Nicholson, in 8 volumes, London: Messrs Luzac & Co., 1925-1940. Contains the text in Persian. First complete English translation of the Mathnawí.
- The Masnavi: Book One, translated by Jawid Mojaddedi, Oxford World's Classics Series.  Translated for the first time from the Persian edition prepared by Mohammad Estelami, with an introduction and explanatory notes. Awarded the 2004 Lois Roth Prize for excellence in translation of Persian literature by the American Institute of Iranian Studies.
- balkhi, Spiritual Verses, The First Book of the Masnavi-ye Ma'navi, newly translated from the latest Persian edition of M. Este'lami, with an Introduction on a reader's approach to balkhi's writing, and with explanatory Notes, by Alan Williams, London and New York, Penguin Classics, Penguin, xxxv + 422 pp. 2006.  978-0-14-044791-0.
- The Masnavi: Book Two, translated by Jawid Mojaddedi, Oxford World's Classics Series.  The first ever verse translation of the unabridged text of Book Two, with an introduction and explanatory notes.
- The Masnavi: Book Three, translated by Jawid Mojaddedi, Oxford World's Classics Series.  The first ever verse translation of the unabridged text of Book Three, with an introduction and explanatory notes.

### Парафразе енглеских превода
- The Essential balkhi, translated by Coleman Barks with John Moyne, A. J. Arberry, Reynold Nicholson, San Francisco: Harper Collins. 1996.  978-0-06-250959-8.; Edison (NJ) and New York.  Selections.
- The Illuminated balkhi, translated by Coleman Barks, Michael Green contributor, New York.

### Руски преводи
- A Russian translation of the Masnavi was unveiled in the Russian State Library in 2012.[11]

### Маснави на српском језику
У Београду је 2007. године објављена књига под насловом „Једино све“, која је саткана од мистичких казивања, анегдота, суфијских прича, посланичких предања, легенди, фолклорних темата, алегорија, парабола и басни, „Месневија“ носи снажан печат суфијског учења о растанку и мистичном трагању за божанским бићем...
Књига „Једино све“ представља превод дела „The Essential Rumi“ коју је саставио Колман Баркс, а која је 2006. године била најпродаванија књига поезије у Америци. Она је први интегрални превод Румијевог лирског стваралаштва који се одличним и репрезентативним избором из његовог опуса, и солидним и надахнутим преводом представља нашој читалачкој публици.
Књигу су превели Александар Ђусић и Александар Љубиша и објављенд је 2007. године у Београду у издању „Лек Сан Дар“. На 15. Међународној награди „Књига године“ (2008) коју традиционално организује иранско Министарство за културу, збирка Румијеве поезије „Једино све“освојила је награду у секцији Студије Месневије.